# Holy Land
Holy Land to drugi studyjny album brazylijskiej grupy power metalowej Angra wydany w roku 1996.
Tematem albumu są odkrycia geograficzne, a dokładniej odkrycie Brazylii w XVI wieku. Na płycie zastosowane zostały elementy klasycznej muzyki brazylijskiej oraz europejskiej.

## Lista utworów
| Nr  | Tytuł utworu                      | Autorzy                                                                           | Długość |
| --- | --------------------------------- | --------------------------------------------------------------------------------- | ------- |
| 1.  | „Crossing” (utwór instrumentalny) | Giovanni Pierluigi da Palestrina                                                  | 1:56    |
| 2.  | „Nothing to Say”                  | Andre Matos, Kiko Loureiro, Ricardo Confessori                                    | 6:22    |
| 3.  | „Silence and Distance”            | Andre Matos                                                                       | 5:35    |
| 4.  | „Carolina IV”                     | Kiko Loureiro, Rafael Bittencourt, Ricardo Confessori, Luis Mariutti, Andre Matos | 10:36   |
| 5.  | „Holy Land”                       | Andre Matos                                                                       | 6:26    |
| 6.  | „The Shaman”                      | Andre Matos                                                                       | 5:24    |
| 7.  | „Make Believe”                    | Rafael Bittencourt, Andre Matos                                                   | 5:53    |
| 8.  | „Z.I.T.O”                         | Kiko Loureiro, Rafael Bittencourt, Andre Matos                                    | 6:04    |
| 9.  | „Deep Blue”                       | Andre Matos                                                                       | 5:49    |
| 10. | „Lullaby For Lucifer”             | Kiko Loureiro, Rafael Bittencourt                                                 | 2:40    |
|     |                                   |                                                                                   | 56:45   |

## Twórcy
- Andre Matos - śpiew, fortepian, instrumenty klawiszowe, organy
- Kiko Loureiro - gitara
- Rafael Bittencourt - gitara
- Luís Mariutti - gitara basowa
- Ricardo Confessori - perkusja